# Pangani Mashariki
Pangani Mashariki è una circoscrizione mista (mixed ward) della Tanzania situata nel distretto di Pangani, regione di Tanga. Conta una popolazione di 2 975 abitanti (censimento 2012).